# مليحان (اسماعيلية)
مليحان (بالفارسية: ملیحان) هي منطقة سكنية وتقع في إيران في قسم إسماعيلية الريفي. يقدر عدد سكانها بـ 645 نسمة بحسب إحصاء 2016.